# Mastacembelus shiloangoensis
Mastacembelus shiloangoensis is een straalvinnige vissensoort uit de familie van de stekelalen (Mastacembelidae). De wetenschappelijke naam van de soort is voor het eerst geldig gepubliceerd in 2004 door Vreven.